# Szent Miklós domonkos kolostor
A Szent Miklós domonkos kolostor a budai várban állt. Maradványai a Miklós-toronnyal a Hess András téren találhatók, a Hilton szálló épületébe Dominikánus udvarként beépülve.

## Története
1254-ben az újonnan épült kolostor és templom felszentelése után domonkos rendi nagykáptalant tartottak benne. A templom egy korábbi, Mária-templom v. kápolna helyén épült, ami a várhegyen található korai, magyarok lakta település temploma volt. A kolostorban állították fel 1305-re a rendtartomány főiskoláját. A Szent Miklós-tornyot a 15. század elején építették.  Mátyás király idejében készült el a kerengő udvarán megtalált kút. Buda 1530-as ostroma során az épület megsérült, a szerzetesek elhagyták. A török hódoltság idején egy ideig még álltak a maradványai, de Buda visszavétele előtt elbontották, alapfalait és pincéit betemették. A kolostor és templom kutatását előbb Lux Kálmán, Csemegi József, Lux Géza és Gerő László építészmérnökök végezték a II. világháború előtt, majd 1958-ban Gerevich László és Holl Imre végzett rövid ásatást. A teljes régészeti feltárást H. Gyürky Katalin végezte 1962-től a Hilton szálló felépítéséig.
Helyén a 17. század végén jezsuita kollégium, később a Királyi kamara, majd a pénzügyminisztérium épülete volt a templomtól délre. A volt domonkos kolostor telkének északi részén élelmiszerraktár, majd iskola - a Budapesti Egyetemi Katolikus Gimnázium épülete volt. A 20. század elején Lux Kálmán tervei szerint részben helyreállították a Miklós-tornyot, a nyugati oldal alsó részén a Bautzenben található Mátyás király kőemlék másolatát helyezték el. A II. világháború előtt Gerő László, utána Csemegi József tervei alapján végeztek kisebb helyreállításokat. A Hilton szálló építésekor a domonkos kolostor és a Miklós-torony teljes műemléki helyreállítását Sedlmayer János tervezte, 1976-ra készült el.